# Perché Bodhi Dharma è partito per l'Oriente?
Perché Bodhi Dharma è partito per l'Oriente? (달마가 동쪽으로 간 까닭은??, Dharmaga tongjoguro kan kkadalgun?LR) è un film del 1989 scritto, diretto e prodotto da Bae Yong-kyun, che ha impiegato otto anni per realizzarlo, utilizzando una sola cinepresa. Il tema del film riguarda la disciplina buddista e il raggiungimento dell'illuminazione vissuti da tre generazioni diverse.
È stato presentato nel 1989 al Festival di Cannes nella sezione Un Certain Regard  e nello stesso anno si aggiudica il Pardo d'Oro al Festival del film Locarno.

## Trama
In un eremo nei pressi del monte Chonan vivono un anziano maestro zen di nome Hyegok e i suoi due discepoli: Kibong e Haejin.
Kibong è un ragazzo fuggito dal mondo per cercare l'illuminazione ma è tormentato per aver lasciato la sorella da sola ad accudire la loro madre cieca. Haejin invece è un bambino orfano di cui si è preso cura il maestro. 
Dalle loro esperienze si avranno importanti riflessioni sulla vita, sulla morte, sul dolore, sulla paura, sull'attaccamento, sulla colpa e sulla vera libertà.

## Produzione
Il regista in merito al film ha dichiarato: "Le vicende hanno luogo nei pressi di un eremo dove vive un anziano maestro zen, ma il soggetto fondamentale di quest'opera non è assolutamente lo zen in sé stesso, per quanto l'ambiente zen nel film abbia un ruolo profondamente significativo. Se ho scelto quest'ambientazione è soprattutto perché l'ho trovata di grande bellezza e fascino, oltre che adattissima ad esprimere la mia personale ricerca del senso dell'esistenza. [...] Desidererei che gli spettatori vedessero il film senza l'onere di conoscenze pregresse e idee preconcette. Questo film non parla di Dio ma delle persone che soffrono, prigioniere dei legami creati da nascita e morte. È un film dunque che ci riguarda tutti."
La realizzazione del film, durata otto anni e con l'utilizzo di una sola cinepresa, è stato un viaggio di ricerca della verità per il regista stesso, che ha intrapreso otto diversi ruoli nel film come la produzione, le riprese, il montaggio, le luci e così via.

### Riprese
Le riprese sono durate tre anni e sono state girate nel tempio Bongjeongsa ad Andong, nel tempio Woljeongsa situato sulle pendici orientali del monte Odaesan (Gangwon) e nella provincia del Kangwon.

## Distribuzione

### Data di uscita
Il film è uscito nella Corea del Sud il 23 settembre 1989,  mentre in Italia è stato distribuito dalla Mikado Film nel 1991.

### Titolo
Il titolo fa riferimento a Bodhidharma, un monaco buddhista indiano che nel VI secolo si recò in Cina per trasmettere il buddhismo Chán. "Perché Bodhi Dharma è partito per l'Oriente?" è uno dei più famosi kōan utilizzati nella pratica Zen per risvegliare la consapevolezza nel discepolo.

## Accoglienza
Il film ha ricevuto critiche positive sia in Italia che nel mondo. Rotten Tomatoes riporta che tutti i sei critici hanno dato al film una valutazione positiva.

## Riconoscimenti
- 1989 - Festival del film Locarno
  - Pardo d'Oro